# Stictolampra saussurei
Stictolampra saussurei är en kackerlacksart som först beskrevs av Kirby, W. F. 1903.  Stictolampra saussurei ingår i släktet Stictolampra och familjen jättekackerlackor. Inga underarter finns listade i Catalogue of Life.